# Диселенид гептапалладия
Диселенид гептапалладия — бинарное неорганическое соединение
палладия и селена
с формулой Pd7Se2,
кристаллы.

## Получение
- Сплавление стехиометрических количеств чистых веществ:

{\displaystyle {\mathsf {7Pd+2Se\ {\xrightarrow {530^{o}C}}\ Pd_{7}Se_{2}}}}

## Физические свойства
Диселенид гептапалладия образует кристаллы
моноклинной сингонии,
пространственная группа P 21/a,
параметры ячейки a = 0,9441 нм, b = 0,5370 нм, c = 0,5495 нм, β = 93,61°, Z = 2
.
При температуре 0,53 К переходит в сверхпроводящее состояние .